# Liste der Flaggen im Landkreis Darmstadt-Dieburg
Diese Liste zeigt die Flaggen im Landkreis Darmstadt-Dieburg in Hessen, mit seinen Städten, Gemeinden und Ortsteilen. Anbetrachts der Tatsache, dass in Hessen vorwiegend Banner bzw. Hochflaggen üblich sind, werden die Genehmigungsdaten und die Flaggenbeschreibung auch auf diese bezogen.
| Der Landkreis Darmstadt-Dieburg in Hessen |  | Die Flagge des Landkreises Darmstadt-Dieburg wurde durch das Hessische Innenministerium genehmigt und wird wie folgt beschrieben: „Auf weißer Flaggenbahn mit blauen Randstreifen in der oberen Hälfte aufgelegt das Kreiswappen.“ |

## Städte und Gemeinden
| Stadt oder Gemeinde | Banner | Hissflagge | Beschreibung und Genehmigung |
| ------------------- | ------ | ---------- | --- |
| Alsbach-Hähnlein    |        |            | Die Gemeinde Alsbach-Hähnlein führt keine offizielle Flagge. Lokal wird jedoch eine rot-weiß-rote Fahne mit dem Gemeindewappen verwendet.                                                          |
| Babenhausen         | 5:2    | 5:3        | „Zwischen den mit jeweils einem goldenen Faden belegten roten Randstreifen in der oberen Hälfte des weißen Mittelstreifens das Stadtwappen.“ Genehmigt am 30. Januar 1981                          |
| Bickenbach          | 5:2    | 5:3        | „In einem Gelben, beiderseits von rot beseiteten verbreiterten Mittelstreifen aufgelegt das Gemeindewappen.“ Genehmigt am 31. Juli 1972                                                            |
| Dieburg             | 5:2    | 5:3        | „Auf der weißen Mittelbahn des blau-weiß-blauen Flaggentuches das Wappen der Kreisstadt Dieburg.“ Genehmigt am 20. Juli 1954                                                                       |
| Eppertshausen       | 5:2    | 5:3        | „Auf weißer Mittelbahn zwischen zwei roten Randstreifen in der oberen Hälfte aufgelegt das Gemeindewappen.“ Genehmigt am 11. Juli 1984                                                             |
| Erzhausen           |        |            | Die Gemeinde Erzhausen führt keine offizielle Flagge. Lokal wird jedoch eine rot-weiß Fahne mit dem Gemeindewappen verwendet.                                                                      |
| Fischbachtal        | 5:2    | 5:3        | „Auf einem von einem blauen und einem roten Randstreifen begleiteten weißen Mittelstreifen in der oberen Hälfte aufgelegt das Gemeindewappen.“ Genehmigt am 20. Dezember 1988                      |
| Griesheim           | 5:2    | 5:3        | „In der verbreiterten weißen Mittelbahn des rot-weiß-roten Flaggentuchs das Stadtwappen.“ Genehmigt am 3. März 1975                                                                                |
| Groß-Bieberau       | 5:2    | 5:3        | „Auf der breiten weißen Mittelbahn des rot-weiß-roten Flaggentuches das Gemeindewappen.“ Genehmigt am 6. März 1958                                                                                 |
| Groß-Umstadt        | 5:2    | 5:3        | „Auf blauer Mittelbahn zwischen rot/weißen Randstreifen (rot jeweils außen) in der oberen Hälfte aufgelegt das Stadtwappen ohne Schildumrandung.“ Genehmigt am 18. Mai 1984                        |
| Groß-Zimmern        | 5:2    | 5:3        | „Auf verbreiterter weißen Mittelbahn mit blauen, von je einem roten Faden belegten Randstreifen, in der oberen Hälfte aufgelegt das Gemeindewappen.“ Genehmigt am 27. April 1982                   |
| Messel              | 5:2    | 5:3        | „Auf der breiten weißen Mittelbahn des rot-weiß-roten Flaggentuches das Gemeindewappen.“ Genehmigt am 13. März 1961                                                                                |
| Modautal            | 5:2    | 5:3        | „Auf der weißen Mittelbahn, begrenzt durch je einem, durch einen weißen Faden gespalteeten roten Außenstreifen, in der oberen Hälfte aufgelegt das Gemeindewappen.“ Genehmigt am 21. Dezember 1984 |
| Mühltal             | 5:2    | 5:3        | „Auf rot-weißer Flaggenbahn in der oberen Hälfte aufgelegt das Gemeindewappen.“ Genehmigt am 11. September 1986                                                                                    |
| Münster             | 5:2    | 5:3        | „In einem von weiß und rot geständerten Flaggentuch das Gemeindewappen.“ Genehmigt am 10. November 1970                                                                                            |
| Ober-Ramstadt       | 5:2    | 5:3        | „Auf grün-rotem Flaggentuch das Gemeindewappen.“ Genehmigt am 10. Dezember 1958 |
| Otzberg             | 5:2    | 5:3        | „Auf weißer Mittelbahn, belegt von zwei blauen Seitenstreifen in der oberen Hälfte aufgelegt das Gemeindewappen.“ Genehmigt am 13. Juni 1979                                                       |
| Pfungstadt          | 5:2    | 5:3        | „Auf der weißen Mittelbahn das blau-weiß-blauen Flaggentuches das Wappen der Stadt Pfungstadt.“ Genehmigt am 9. April 1954                                                                         |
| Reinheim            |        |            | Die Stadt Reinheim führt keine offizielle Flagge. Lokal wird jedoch eine rot-weiß-rote Fahne mit dem Stadtwappen verwendet.                                                                        |
| Roßdorf             | 5:2    | 5:3        | „Über einem verbreiterten roten, beidseitig von Rot und Blau flankierten Flaggentuch der Gemeindewappen.“ Genehmigt am 6. Mai 1970                                                                 |
| Schaafheim          | 5:2    | 5:3        | „Auf rot/gold gevierter Flaggenbahn in der oberen Hälfte aufgelegt das Gemeindewappen.“ Genehmigt am 5. Dezember 1986                                                                              |
| Seeheim-Jugenheim   | 5:2    | 5:3        | „Auf weißer Mittelbahn zwischen zwei blauen Randstreifen in der oberen Hälfte aufgelegt das Gemeindewappen.“ Genehmigt am 30. August 1983                                                          |
| Weiterstadt         | 5:2    | 5:3        | „Auf weißer Mittelbahn, belegt von zwei roten Seitenstreifen in der oberen Hälfte aufgelegt das Gemeindewappen.“ Genehmigt am 16. August 1979                                                      |

## Ehemalige Gemeinden
| Name          | Banner | Hissflagge | Beschreibung und Genehmigung |
| ------------- | ------ | ---------- | --- |
| Alsbach       | 5:2    | 5:3        | „Auf verbreiterter weißen Mittelbahn des rot-weiß-roten Flaggentuches aufgelegt das Gemeindewappen.“ Genehmigt am 26. November 1963               |
| Ernsthofen    | 5:2    | 5:3        | „Auf rot- und weißgestreiften Flaggentuch aufgelegt das Gemeindewappen.“ Genehmigt am 20. Mai 1963                                                |
| Frankenhausen | 5:2    | 5:3        | „Auf dem rot-weiß-roten Flaggentuch in der Mittelbahn das Gemeindewappen.“ Genehmigt am 27. März 1957                                             |
| Lengfeld      | 5:2    | 5:3        | „Auf weißer mittelbahn das rot-weiß-roten Flaggentuches das Wappen der Gemeinde Lengfeld.“ Genehmigt am 18. November 1955                         |
| Neunkirchen   | 5:2    | 5:3        | „Auf in rot und weiß geständertem Flaggentuch auf den Kreuzpunkt aufgelegt das Gemeindewappe.“ Genehmigt am 2. September 1963                     |
| Niedernhausen | 5:2    | 5:3        | „Auf der breiten weißen Mittelbahn des rot-weiß-rot-gestreiften Flaggentuchs aufgelegt das Gemeindewappen.“ Genehmigt am 6. Februar 1964          |
| Richen        | 5:2    | 5:3        | „Auf breiter gelber Mittelbahn des schwarz-gelb-schwarzen Flaggentuches das Gemeindewappen.“ Genehmigt am 17. April 1963                          |
| Semd          | 5:2    | 5:3        | „Auf der breiten weißen Mittelbahn des blau-weiß-blauen Flaggentuches das Gemeindewappen.“ Genehmigt am 24. April 1961                            |
| Traisa        | 5:2    | 5:3        | „Auf breiter weißen Mittelbahn beseitet von schmalen roten Seitenbahnen, im oberen Teil aufgelegt das Gemeindewappen.“ Genehmigt am 13. Juni 1966 |

## Ehemalige Flaggen
| Name                   | Banner | Hissflagge | Beschreibung und Genehmigung                                                                                      |
| ---------------------- | ------ | ---------- | --- |
| Landkreis Darmstadt    | 5:2    | 3:5        | „In der Mitte das von rot und weiß geteilten Flaggentuches das Kreiswappen.“ Genehmigt am 7. August 1962          |
| Landkreis Dieburg      |        | 3:5        | „Auf der breiten weißen Mittelbahn des rot-weiß-roten Flaggentuches das Kreiswappen.“ Genehmigt am 15. April 1961 |
| Bickenbach (1971–1972) |        |            | „In rot zwei gelbe Streifen, belegt mit dem Gemeindewappen.“ Genehmigt am 1. August 1971                          |